# Picconia azorica

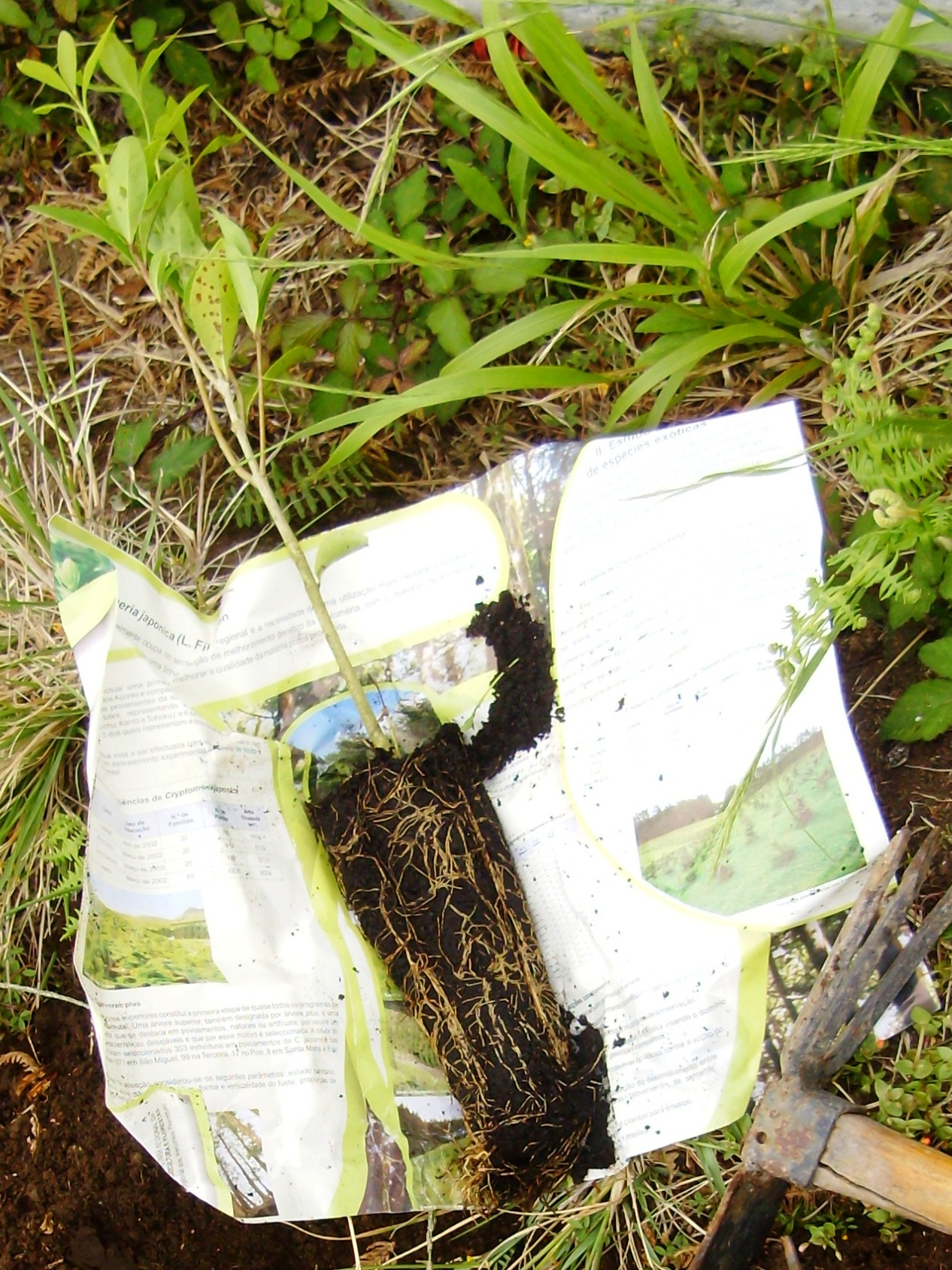
Picconia azorica (muda).

Picconia azorica (Tutin) Knobl., comummente conhecida como pau-branco, é uma árvore endémica dos Açores, presente actualmente em todas as ilhas, excepto na Graciosa, em meio florestal entre os 50 metros (maioritariamente os 300 metros) e os 600 metros de altitude. Atinge os 8 metros de altura, com folhas lanceoladas a ovaladas (e perenifólia), com flores brancas e frutos de tom azulado escuro, semelhantes aos da oliveira (ambas pertencem à família Oleaceae). A sua madeira é altamente estimada, tradicionalmente, para a construção de diferentes móveis.

## Ameaças
Desde que foram colonizadas, as diferentes ilhas açorianas foram aproveitadas, em termos agro-pecuários, por culturas de milho e outros cereais, pastoreio e criação de vacas, o que fez com que a área florestal diminuísse visivelmente. Mais tarde, com a modernidade, vieram as estradas, os campos de golfe e espécies mais vistosas e/ou económicas, como a criptoméria (Cryptomeria japonica), também conhecida como cedro-do-Japão, e a mimosa (Acacia dealbata) que rapidamente se instalaram em muitos dos habitats das ilhas.
Segundo o IUCN, hoje encontra-se em perigo, quase erradicada do arquipélago devido a:
- Perda ou degradação do habitat - Agricultura
- Perda ou degradação do habitat - Uso do solo de áreas não-agrícolas
- Perda ou degradação do habitat - Corte de árvores
- Espécies invasoras

A espécie encontra-se protegida pela Convenção sobre a Vida Selvagem e os Habitats Naturais na Europa e pela Directiva "Habitats".